# Alpaida constant
Alpaida constant Levi, 1988 è un ragno appartenente alla famiglia Araneidae.

## Etimologia
Il nome della specie deriva dal comune brasiliano di rinvenimento: Benjamin Constant.

## Caratteristiche
L'olotipo maschile rinvenuto ha dimensioni: cefalotorace lungo 2,2mm, largo 1,7mm; il primo femore misura 2,5mm e la patella e la tibia circa 2,9mm.

## Distribuzione
La specie è stata rinvenuta nel Brasile occidentale: nel territorio del comune di Benjamin Constant, appartenente allo stato del Amazonas.

## Tassonomia
Al 2014 non sono note sottospecie e dal 1988 non sono stati esaminati nuovi esemplari.